# Финенбург
Финенбург (њем. Vienenburg) град је у њемачкој савезној држави Доња Саксонија. Једно је од 15 општинских средишта округа Гослар. Према процјени из 2010. у граду је живјело 10.946 становника. Посједује регионалну шифру (AGS) 3153013.

## Географски и демографски подаци
Финенбург се налази у савезној држави Доња Саксонија у округу Гослар. Град се налази на надморској висини од 141 метра. Површина општине износи 71,1 km². У самом граду је, према процјени из 2010. године, живјело 10.946 становника. Просјечна густина становништва износи 154 становника/km².

## Међународна сарадња
| Мјесто | Држава               | Врста сарадње | Од    |
| ------ | -------------------- | ------------- | ----- |
| Форес  | Уједињено Краљевство | партнерство   | 1984. |
| Извор  |                      |               |       |